# Éric Toledano
Éric Toledano, född 3 juli 1971 i Paris, är en fransk dialogförfattare. Han arbetar ofta i par med Olivier Nakache, såväl vid skrivande som i regirollen.

## Filmografi i urval
- 2011 – En oväntad vänskap